# Autoceļš A11
Autoceļš A11 ist eine zu Lettlands Staatsstraßen gehörende „Staatliche Hauptstraße“ (lett. Valsts galvenie Autoceļi). Sie führt von Liepāja nach Rucava und dann weiter zur Grenze mit Litauen, wo sie in die Magistralinis kelias A13 übergeht.